# 新小説
『新小説』（しんしょうせつ）は、戦前の日本に存在した文芸雑誌の一つ。1889年（明治22年）1月から1890年6月まで（第1次）、および1896年7月から1926年11月まで（第2次）発行された。1927年（昭和2年）1月から、『黒潮』（くろしお）と改題し、同年3月まで3号のみ発行した。

## 略歴・概要
1889年（明治22年）1月、須藤南翠、森田思軒、饗庭篁村、石橋忍月、依田学海、山田美妙らからなる14名の文学同好会が編集し、発行した。翌年1890年（明治23年）6月、1年半で第1次『新小説』の刊行は終了する。
1896年（明治29年）4月、第1次の終了の6年後に、幸田露伴の編集で再び創刊した。
第2次は隆盛をきわめ、1900年（明治33年）に泉鏡花『高野聖』、1901年（明治34年）5月号に国木田独歩『帰去来』、1906年（明治39年）9月号に夏目漱石『草枕』、1907年（明治40年）8月号に田山花袋『蒲団』、1910年（明治43年）に泉鏡花『歌行燈』、1913年（大正2年）6月号に森鷗外訳『病院横町の殺人犯』（エドガー・アラン・ポー『モルグ街の殺人』）、1914年（大正3年）2月号に森鴎外『堺事件』、1916年（大正5年）1月号に森鴎外『寒山拾得』、1917年（大正6年）に泉鏡花『天守物語』、1921年（大正10年）4月号に高群逸枝の長篇詩『日月の上に』、1923年（大正12年）5月号に横光利一『日輪』、1925年（大正14年）9月号に『一人二役』、1926年（大正15年）7月号に江戸川乱歩『モノグラム』をそれぞれ掲載、多くの名作を生み出した。
大正期の編集者として、田中純 (作家)、鈴木三重吉、野村治輔らがいる。
1927年（昭和2年）1月、『黒潮』（英副題: The Japan current）と改題したが、同誌は同年3月の第3号で終了した。

## ビブリオグラフィ
本誌
- 『新小説』、春陽堂書店、1889年1月 - 1890年6月
  1. 全25巻、1889年1月 - 1890年2月
  2. 全3巻、1890年2月 - 同年6月
- 『新小説』、春陽堂書店、1896年4月 - 1926年11月
  1. 全7号、1896年4月 - 同年12月
  2. 第2巻1号 - 第31巻11号、1897年1月 - 1926年11月
- 『黒潮』、全3号、春陽堂書店、1927年1月 - 3月

リファレンス
- 稲垣達郎・紅野敏郎 編・解題『新小説総目次・執筆者索引 明治22年1月（同好会版創刊号） - 昭和2年3月（改題「黒潮」終刊号）』、日本近代文学館・八木書店、1988年11月 ISBN 4840600074

復刻
- 近代文学館 4 マイクロ版『新小説 明治22年1月 - 昭和2年3月』、日本近代文学館・八木書店、2003年2月 ISBN 4840600279

## 註
1. 1 2 3 4 5  コトバンクサイト内の記事「新小説」の記述を参照。